# Kerk van Zuidhorn
De kerk van Zuidhorn is een middeleeuws kerkgebouw in de plaats Zuidhorn in de Nederlandse provincie Groningen. De kerk was gewijd aan de heilige Gregorius en werd hervormd na de reductie van Groningen in 1594. 

## Beschrijving

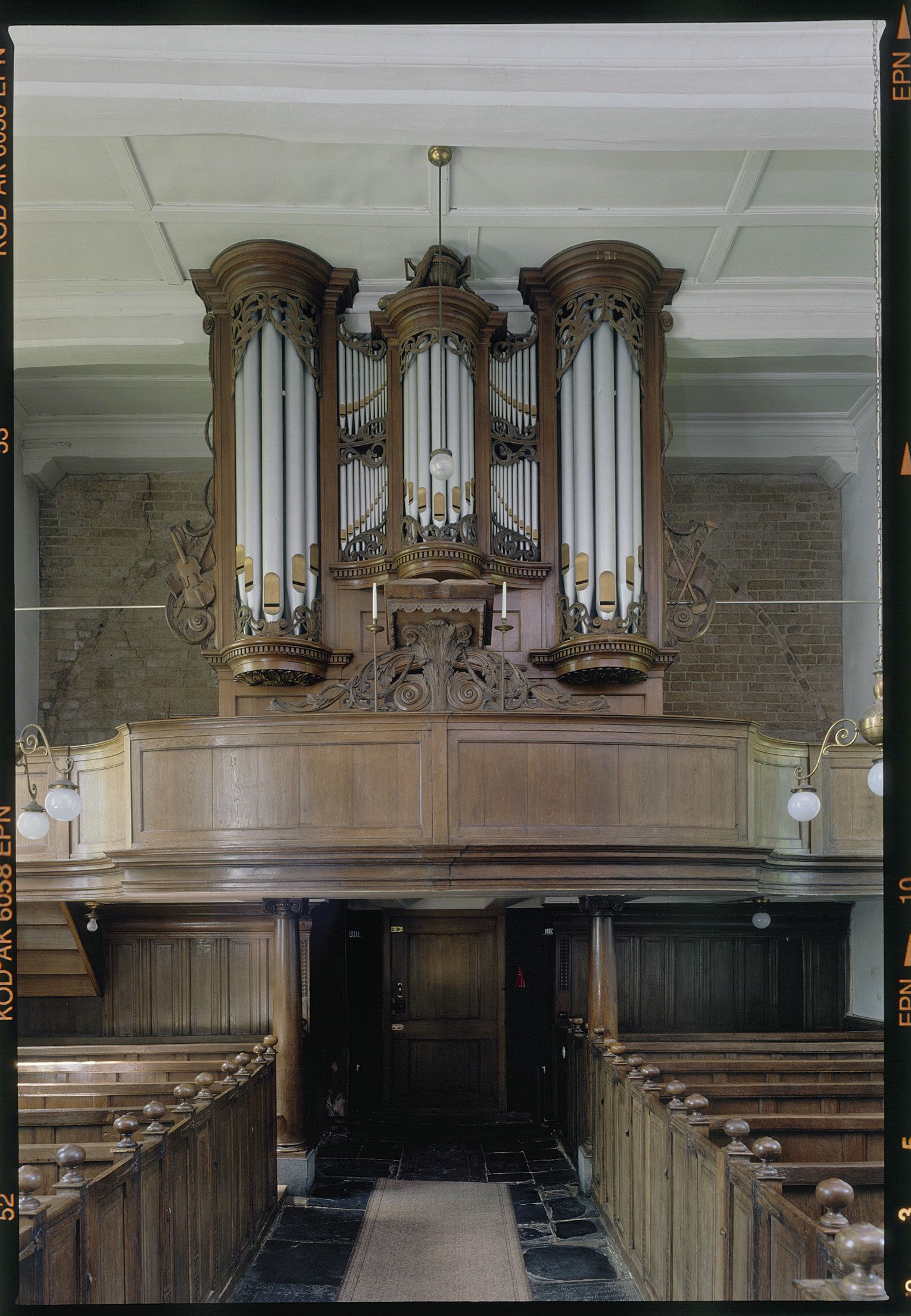
Het Snitger/Freytag-orgel uit 1793

De van oorsprong tufstenen zaalkerk uit de twaalfde eeuw werd in de vijftiende eeuw uitgebouwd met een driezijdig koor in baksteen, waarna in de zestiende eeuw twee dwarspanden werden toegevoegd. In de negentiende eeuw zijn de muren bepleisterd. Het oudste deel van de kerktoren dateert uit de dertiende eeuw. De lange naaldspits werd in de zeventiende eeuw aangebracht.
Het kerkorgel is in 1793 gebouwd door Frans Casper Snitger (kleinzoon van Arp Schnitger) en zijn compagnon Heinrich Hermann Freytag. Doordat Petrus van Oeckelen in 1877 en de n.v. P. van Dam in 1924 ingrijpende wijzigingen hebben aangebracht, ging het oorspronkelijke karakter van het orgel verloren. Op grond van een rapport dat Klaas Bolt al in 1973 had opgesteld, werd in de 21e eeuw besloten tot restauratie in de staat van 1793. Deze werd door de orgelbouwer Mense Ruiter uitgevoerd en kwam in 2013 gereed.    